# Entelecara dabudongensis
Entelecara dabudongensis là một loài nhện trong họ Linyphiidae.
Loài này thuộc chi Entelecara. Entelecara dabudongensis được Kap Yong Paik miêu tả năm 1983.